# Andrena alleghaniensis
Andrena alleghaniensis là một loài Hymenoptera trong họ Andrenidae. Loài này được Viereck mô tả khoa học năm 1907.

## Hình ảnh

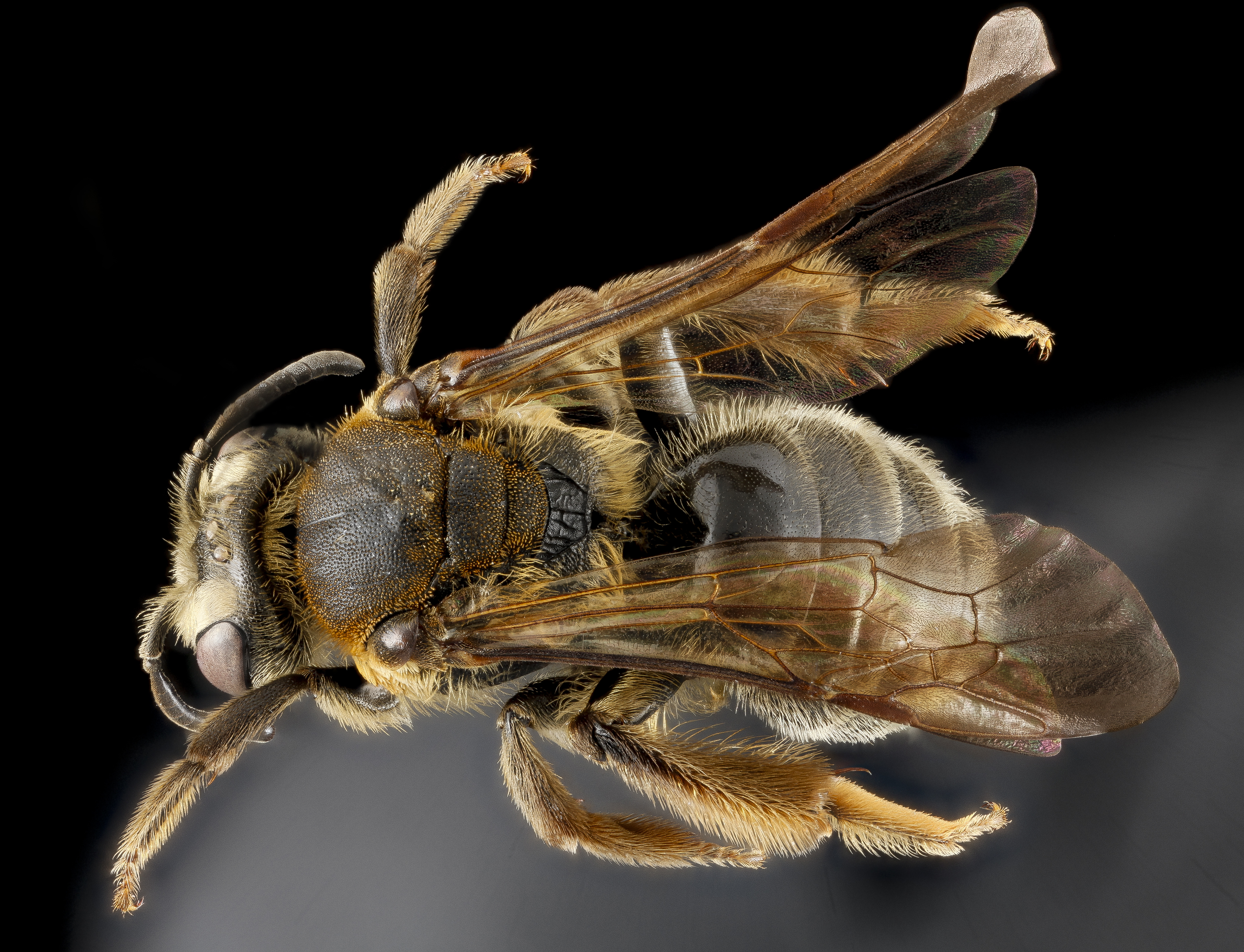
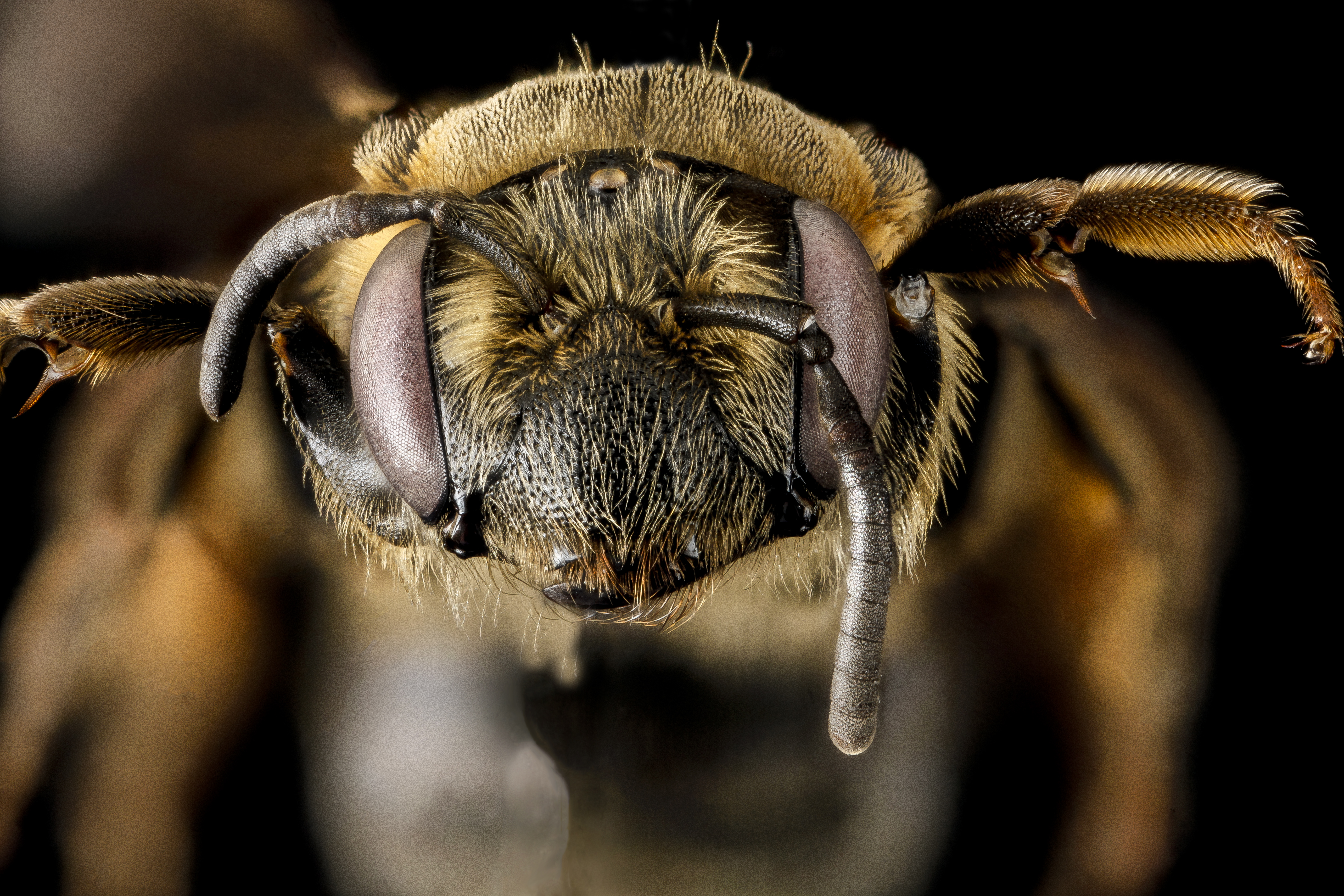